# Інкерманська битва
Інкерманська битва — битва між російськими та військами союзників, що сталася в ході Кримської війни 5 листопада 1854 р. біля м. Інкерман.
З метою зриву генерального штурму Севастополя російські війська чисельністю 19 тисяч осіб під командуванням генерала Соймонова атакували позиції британців (близько 8 тисяч осіб).
Вранці вони захопили супротивника зненацька й оволоділи укріпленнями, але, не зумівши утримати їх, відступили. За допомогою загону генерала Павлова (16 тисяч осіб), що підійшов з боку Інкермана, російським військам вдалося досягти значної переваги, і британські війська потрапили в критичне положення.
Вступ до бою французьких військ переламав хід битви. Її результат вирішила перевага в озброєнні — набагато більш далекобійні рушниці системи Міньє, ніж ті, що були на озброєнні російської армії. Об 11-й годині був даний сигнал до відходу на попередні позиції, саме в цей час російська армія зазнала найбільших втрат від французької картечі.
До поразки росіян призвела слабка підготовка битви — так, наприклад, карти місцевості війська отримали лише наступного дня після битви. Крім того, контратака супротивника сталася в умовах пасивності з боку інших російських підрозділів, зокрема, резерву під командою генерала Жабокрицького.
Втрати російських військ: близько 2 988 загиблих, 6 151 поранений, 1 590 зниклих безвісти.
Втрати союзників: 462 загиблих, 1 952 поранених і 198 зниклих безвісти (Велика Британія), 130 загиблих і 750 поранених (Франція).
Перед відходом із Криму (1856) британці встановили на полі битви пам'ятник — піраміду з написами англійською і російською мовами: «В пам'ять англійців, французів і росіян, які полягли в Інкерманській битві». Після Другої світової війни частково збереглися тільки огорожа і цокольна частина — блок вапняку з написом. Його прийняли за мармур і відправили до Керчі на каменедробильну фабрику. З'ясувавши, що це лише вапняк, передали Керченському історико-культурному заповіднику.
Напередодні 150-річчя Кримської війни жителі Севастополя звернулися до адміністрації Керчі з проханням повернути фрагмент для відновлення втраченого пам'ятника. Хоч у проханні було відмовлено, пам'ятник відновили самотужки.